# Mesochorus bicinctus
Mesochorus bicinctus là một loài tò vò trong họ Ichneumonidae.